# 春花きらら
春花 きらら（はるはな きらら、3月21日生）は、元宝塚歌劇団花組の娘役。
千葉県茂原市、麹町学園女子高校出身。身長163cm。愛称は「まいこ」、「きらら」。血液型はA型。

## 略歴
2003年4月、91期生として、宝塚音楽学校入学。同期には野々すみ花（元宙組トップ娘役）、愛加あゆ（元雪組トップ娘役）、鳳真由、稀鳥まりや、音波みのり、藤咲えりらがいる。
2005年3月、宝塚歌劇団入団。入団時の成績は47人中32位。花組公演『マラケシュ・紅の墓標』／『エンター・ザ・レビュー』で初舞台。その後花組に配属。
2013年7月より、同期生の鳳真由とともにTAKARAZUKA SKY STAGEの第2期スカイ・ナビゲーターズを務める。
同年、『愛と革命の詩 -アンドレア・シェニエ-』の東京公演の途中で、花野じゅりあの休演により、コワニー伯爵夫人役の代役を務めた。。
2014年11月16日、『エリザベート -愛と死の輪舞-』の東京公演千秋楽をもって、宝塚歌劇団を退団。
2016年、汐月しゅう、花奈澪、都月みあ、五條まりなと「こすぷれ歌劇団」を結成し、サンリオピューロランドで4月からお披露目公演を開催。

## 主な出演

### 舞台

#### 宝塚歌劇団所属時代
- 2006年6月、『ファントム』団員女、新人公演：客の女
- 2006年11月、『MIND TRAVELLER』（梅田DC・青年館）
- 2007年2月、『明智小五郎の事件簿-黒蜥蜴／TUXEED JAZZ』新人公演：少年探偵団浮浪児（間）（本役：芽吹幸奈）
- 2007年7月、『源氏物語 あさきゆめみしⅡ』（梅田芸術劇場）刻のコロス（女）
- 2007年11月、『アデュー・マルセイユ／ラブ・シンフォニー』
- 2008年2月、『蒼いくちづけ』ルイーズ
- 2008年5月、『愛と死のアラビア／Red Hot sea』
- 2008年9月、『外伝ベルサイユのばら -アラン編-／エンター・ザ・レビュー』（全国ツアー）
- 2009年1月、『太王四神記 -チュシンの星のもとに-』新人公演：ポッコッ（本役：芽吹幸奈）
- 2009年5月　 バウホール公演『オグリ! 〜小栗判官物語より〜』
- 2009年7月、『ME and MY GIRL』（梅田芸術劇場）
- 2009年9月、『外伝ベルサイユのばら －アンドレ編－／EXCITER!!』侍女、新人公演：夫人（本役：芽吹幸奈）
- 2010年1月、『BUND／NEON 上海 －深緋（こきあけ）の嘆きの河（コキュートス）－』（バウ）ソフィー・ローゼンタール
- 2010年3月、『虞美人 -新たなる伝説-』新人公演：秋蘭、悠悠（本役：華月由舞・天咲千華）
- 2010年7月、『麗しのサブリナ／EXCITER!!』エレーヌ、新人公演：グレチェン（本役：花野じゅりあ）
- 2010年11月、『メランコリック・ジゴロ／ラブ・シンフォニー』（全国ツアー）
- 2011年2月、『愛のプレリュード／Le Paradis!!（ル パラディ） －聖なる時間（とき）－』新人公演：キーナ・スナンディー（本役：天宮菜生）
- 2011年6月、『ファントム』オペラ座のダンサー、新人公演：ヴァレリウス（本役：初姫さあや）
- 2011年10月、『カナリア』（ドラマシティ・日本青年館）
- 2012年1月、『復活 －恋が終わり、愛が残った－／カノン』新人公演：ナターシャ（本役：初姫さあや）
- 2012年5月、『近松・恋の道行』お蝶　（宝塚バウホール・日本青年館）
- 2012年7月、『サン＝テグジュペリ」－「星の王子さま」になった操縦士（パイロット）－／CONGA!!』
- 2013年2月、『オーシャンズ11』
- 2013年6月、『戦国BASARA －真田幸村編－』（東急シアターオーブ）
- 2013年8月、『愛と革命の詩 -アンドレア・シェニエ-』東京公演・代役：コワニー伯爵夫人（本役：花野じゅりあ）／『Mr. Swing!』
- 2014年2月、『ラスト・タイクーン -ハリウッドの帝王、不滅の愛-／TAKARAZUKA ∞ 夢眩』ローラ
- 2014年6月、『ノクターン　- 遠い夏の日の記憶 -』（バウ）アリョーナ
- 2014年8月、『エリザベート -愛と死の輪舞-』家庭教師　＊退団公演

#### 宝塚歌劇団退団後
- こすぷれ歌劇団 お披露目公演（2016年4月 - 、サンリオピューロランド）[6]
- ガラスの仮面（2016年9月、大阪松竹座・新橋演舞場）
- 2025年7月、『Flores de Colores』（有楽町朝日ホール）[7][8]